# 藤井美帆
藤井 美帆（ふじい みほ、1980年 - ）は、日本のバレエダンサー、バレエ指導者である。3歳よりバレエを始め、1987年に父親の仕事の都合で家族とともにアメリカ合衆国に移住した。引き続きスクール・オヴ・アメリカン・バレエ（SAB）でバレエを学び、子役としてニューヨーク・シティ・バレエ団（NYCB）の公演に多数出演した。1989年に日本へ戻り、日本ジュニアバレエ、AMステューデント、橘バレエ学校などでバレエを続けた。
1994年と1995年の2度、スカラーシップを受けてパリにバレエ短期留学を経験したのち、1996年にはパリ・オペラ座バレエ学校に留学した。1999年に同校を卒業し、パリ・オペラ座バレエ団と短期契約を結んだ。2002年、アジア人として初めてパリ・オペラ座バレエ団の正式団員となった。
入団後は同バレエ団の主要なレパートリーに出演し、クラシック・バレエの諸作品からコンテンポラリーの新作に至るまで幅広い役柄を踊りこなした。最後の出演作は2022年7月の『真夏の夜の夢』（ジョージ・バランシン振付）で、この作品をもってバレエ団を定年（42歳）で引退した。同バレエ団在籍中の2021年にフランス国家のバレエ教師資格を取得し、引退後は後進の指導を手がけている。

## 経歴

### バレエとの出会い
1980年、東京都の生まれ。父親はクラシック音楽を愛好し、母親はバレエを好み、実際に習っていたという家庭で育った。初めてバレエ公演を観たのは3歳のときで、ウィーン国立歌劇場バレエ団の『眠れる森の美女』（エヴァ・エフドキモワとルドルフ・ヌレエフの主演）であった。劇場を出てから両親に「私もやりたい!」とせがみ、近所のバレエ教室に通い始めた。
1987年に父親の仕事の都合により、家族とともにアメリカ合衆国に移住した。この移住を機にバレエに本腰を入れ、7歳から2年間スクール・オヴ・アメリカン・バレエ(SAB)でバレエを学んだ。SABの生徒たちはニューヨーク・シティ・バレエ団（NYCB）の公演に子役として出演する場合があったため、藤井も『くるみ割り人形』のマリーの友達などで多数の舞台に出演した。舞台出演の経験を積むごとに、彼女はバレエに惹きつけられていき、バレエ留学を願うようになった。
1989年に日本へ戻り、牧阿佐美、大塚礼子に師事して日本ジュニアバレエ、AMステューデント、橘バレエ学校などでバレエを続けた。「いつかは海外で」と日本国外で踊りたいとの願いを抱き続けていて、朝から晩までバレエに囲まれる生活を夢見ていた。
レッスンを日本で続けながらいろいろなバレエ公演を観ていくうちに、藤井はパリ・オペラ座バレエ団に惹きつけられていった。その思いは『エトワールへのみち』というパリ・オペラ座バレエ学校を紹介したビデオを観たことによっていっそう募っていった。すぐにでもバレエ留学に挑戦したいという思いがあったものの、クロード・ベッシー（fr:Claude Bessy、1972年から2004年までパリ・オペラ座バレエ学校校長を務めていた）が「外国人は義務教育を終えてから来るように」と発言していることを知って中学校を卒業するまで待つことにした。
藤井は小中学校のころは授業中にもバレエ留学のことばかり考え、さらに小学生のうちから「準備が整い次第すぐに留学するために、高校受験には時間を取られないようにしよう」と中高一貫校に入学するなど、バレエ留学の準備を進めていた。そして1994年と1995年の2度、スカラーシップを受けてパリにバレエ短期留学を経験した。

### パリ・オペラ座バレエ学校
日本国外で踊るという夢をかなえるため、藤井はクロード・ベッシーに手紙を書き、レッスン風景を収めたビデオとともに送った。するとすぐに合格の返事が届いた。1996年、16歳の藤井は単身でフランスに渡航し、パリオペラ座バレエ学校に留学を果たした。
留学当初の藤井は「夢の場所に来た」感じが嬉しかったというが、すぐに寮母から「あなたは留学生だから、（パリ・オペラ座）バレエ団の入団試験は受けられない」と言われた。その言葉に藤井は立腹したが、それでも心の隅にはパリ・オペラ座バレエ団に入団したいという思いがずっとあった。
入学当時はフランス語がよくわからない上にパリ・オペラ座のバレエ・メソッドの基礎ができていなかったため、練習についていくのが大変であった。校長が名前を呼ぶ代わりに「日本!！」と言うなどつらいこともあったという。それでも、バレエ学校では生活のリズムを作り上げることやフランス語の習得、さらに切磋琢磨していくことの重要さなどたくさんの学びがあり、後々まで彼女の財産となった。
バレエ学校では『二羽の鳩』で4人のジプシー役を踊ったり、『ヨンダーリング』（ジョン・ノイマイヤー振付）パリ・オペラ座初演で良い役に配役されたりしたことが貴重な思い出になった。プティット・メールは当時スジェの位置にいたオーレリー・デュポンに依頼した。
藤井が在学していた時期のバレエ学校では、外国人は生徒になれず「留学生」扱いだった。在学2年目に短期契約オーディションが開かれ、留学生の立場だった彼女にも受験の許可が出た。当時17歳の藤井はそのオーディションに合格し、1998年5月から7月にかけて『マノン』と『ドン・キホーテ』に出演を果たした。その次に開かれたオーディションには合格できず、ベッシーに依頼してバレエ学校のプルミエール・ディヴィジョン（最終年度）に復学した。プルミエール・ディヴィジョンで1年間学び、修了の時期に再び短期契約オーディションに合格して『白鳥の湖』に出演した。
バレエ学校卒業後の進路については、パリ・オペラ座バレエ団以外は考えられなかった。1999年に同校を卒業した後は、パリ・オペラ座バレエ団と短期契約を結んだ。短期契約団員（CDD）は1年ごとに契約を結ぶ制度で、さまざまな演目に出演するチャンスを与えられた。ただし、代役としての出演が多かったため、当日にならないと出番があるかどうかわからないことが多かった。その県境の中で藤井は本役のダンサーのリハーサルを見てからノートに記入するなどの努力を続け、振付を覚えていった。
藤井はミテキ・クドーの代役として『くるみ割り人形』の雪の精を踊ったり、2001年の「ジュヌ・ダンスーズ」という公演では『パ・ド・カトル』でソロの役を踊ったりするなど、出演のチャンスが与えられるたびに応え続けた。やがて彼女の努力が報われる日が来た。
CDDがバレエ団の正式団員になれる唯一の機会は、毎年7月に行われる外部枠での入団試験であった。藤井はこの試験を毎年受け続け、補欠オーディションなどを含めるとその回数は7回に達していた。2002年の採用枠は男女各2名で、藤井はこの試験に合格してアジア人として初めてパリ・オペラ座バレエ団の正式団員となった。恩師ベッシーに合格の報告をしたところ、「私は何もしていないわ。あなたが上手に踊った結果よ」と言われたが、藤井にとってそれは何よりもうれしい誉め言葉であった。

### パリ・オペラ座バレエ団入団後
藤井にとって20代当初は順調な滑り出しであったが、その後は挫折と試行錯誤の時期が続いた。パリ・オペラ座バレエ団の正式団員となり、幼少時からの夢が叶ったことによって「これから自分はどうしていきたいのか」がわからなくなった。その悩みは「何を目指したいのか」「どう成長していけばいいのか」「上達した先に何を目指せばいいのか」と連鎖していき、彼女自身の表現では「まさに暗中模索の時代」であったという。
この状況を打開するために、藤井は懸命に行動を続けた。「たくさん練習すればうまくなるはず」との考えから夏期講習に頻繁に通ってみて、10代の時期と同様に1日中踊り続けて負傷したことや、キューバのバレエダンサーたちの優れた舞踊技巧を知るべく単独でキューバのバレエ団でレッスンを受けたこともあった。
さまざまな行動の結果はすぐには答えにはつながらなかったものの、藤井は多くのことを学び取った。キューバのバレエ界では、バレエを学べるのは選抜された少年少女たちだけであった。当時のキューバは発展途上国であり、彼らにとってダンサーとなることは家族を救うことを意味していた。キューバのダンサーたちの真剣な姿勢を目の当たりにして、藤井はこれまでを振り返って「自分がいかに恵まれた環境でぬるま湯に浸かっていたのか、悩みがいかに贅沢なものなのか」に気づいたという。
藤井は挫折と試行錯誤の中にあっても、バレエを辞めたいと考えたことはなかった。それでも30歳のころ、「このままオペラ座のバレエ団にいていいのかな？」と思ったことがあった。パリ・オペラ座バレエ団は正式団員になれば定年までの在籍が保障されるが、彼女を含めて多くのダンサーがバレエ団に対して同じ思いを抱いていた。彼女はバレエに対する自信がまだ確立しない中で、周囲の環境が変わればもっとうまくいくかもしれないという考えから他のバレエ団の公演を観に行くこともあった。
藤井の転機は、30代になって結婚したことであった。子供をもうけて子育てをするにあたり、今までのように自分のことやバレエのことだけを考えるわけにはいかず、子供のことを最優先することになった。幼少時からバレエに向き合い続けてきた彼女にとってこれは大きな変化であり、バレエとの程よい距離感が生じたことによって、自身を客観視することが可能になってバランスが取れたことを明かしている。
その時期からの藤井は、様々な作品のキャストに抜擢されることが続いた。アンヌ・テレサ・ドゥ・ケースマイケルの『カルテット（弦楽四重奏曲第4番）』での体験はリハーサルのときから強烈な印象を受けた。作品に取り組んでいく中でジョアンヌ・ソーニエという優れたコーチとめぐり会うこともできた。ソーニエは単に振付を教えるだけではなく、ダンサー一人一人の良さを引き出そうと取り組んでいた。藤井は今まで出せていなかった部分を引き出してもらったことによって自分の仕事にやりがいを感じ始めた。そしてすべてのことが徐々に上手くいくようになり、20代のころに失っていた自信も次第に取り戻すことができた。

### キャリア後半と引退
試行錯誤を繰り返したのちに藤井が見い出したのは「自分がやりたいこと・自分を成長させられる場所はオペラ座にある」という結論であった。のちに彼女は「所属する場所を変えれば何かが変わるのでは」と、比較してみたりもしましたが「結局は自分次第」だということに気づきました。同じ場所にいても、自分が変われば自分に対する周りの対応が変わってくる事もあると思うんです。（後略）」と述べている。
藤井はパリ・オペラ座バレエ団の舞台で踊り続けた。同バレエ団のレパートリーに入っているクラシック・バレエの諸作品からコンテンポラリーの新作に至るまで幅広い役柄を踊りこなした。2015年にはアンヌ・テレサ・ドゥ・ケースマイケルからの抜擢を受けて『カルテット』を踊った。この作品は好評で、藤井自身にも代表作となった。『カルテット』は2018年にも再演されている。キャリアの終盤では、『ロメオとジュリエット』の乳母に代表される存在感や演技力を求められる重要な役どころもこなしていた。
藤井の最後の出演作となったのは、2022年7月16日に上演されたジョージ・バランシンの『真夏の夜の夢』であった。彼女は引退の5年ほど前から膝を痛めていたが、公演2週間前のリハーサル中に痛みで膝が伸ばせなくなるほどのアクシデントが起こり、歩けなくなってしまった。アデュー公演（引退公演）を観るために両親が日本から来る予定になっていたため、藤井は絶望的な気分になった。このとき、オペラ座のメディカルスタッフたちや舞台スタッフたちが彼女の力になった。毎日薬で炎症を抑えつつ、並行してクライオセラピー（冷却療法）やテカール療法機による治療なども受けて回復に努めた。膝の炎症が治ってまた踊れるようになると、少しずつ舞台への出番を増やしてもらった。「今日はここだけ踊れそうなので・・・次のときは、もう少し踊れそうなのでこれとこれ・・・」とさながらパズルを組み立てるように様子をみながら進めていった。
藤井が舞台に出演する3日前に、エトワールのアリス・ルナヴァン (en) が自らのアデュー公演に出演中、まさに舞台上で膝を負傷するというアクシデントが起きた。彼女はこのアクシデントを自宅で知り、膝に故障を抱える身として恐怖感を覚えた。そして気を引き締めなければと感じたという。公演当日は非常に緊張したものの、楽屋に入ると気持ちが落ち着き、最後まで踊りきることに集中した。そして配役されていたすべての役柄（第1幕の8名の妖精の一人、2幕のディヴェルティスマン）を踊り抜き、この作品をもってバレエ団を定年引退（42歳）した（最終階級はカドリーユ）。

### 新たな道へ
藤井はバレエ団在籍中の2021年にフランス国家のバレエ教師資格を取得した。パリ・オペラ座の現役ダンサーたちから指導の依頼を受け、引退後も毎日のようにオペラ座へ通う日々が続いている。
彼女は引退後に受けたインタビューで、次にチャレンジしたいことなどの質問を受けて「実は、今は特にないんです。なぜなら、やりたい！と思ったことは、いつもすぐ行動に移しているから。最近では俳優さん達にバレエ指導するお仕事のお話をいただき、面白そう！と即答で引き受けました。（後略）」と答えている。
教えることへの情熱が生まれたのは、30歳のころであった。藤井は「私が人に教えるなんてできない」と思い込んでいたが、怒られて落ち込んでいたバレエ団の後輩の練習に付き合ったところ、非常に感謝された。このできごとは他人の助けになったという実感となり、やがて教えることに興味を持つようになった。
藤井が入団した当時、パリ・オペラ座バレエ団では団員の95パーセントがフランス人で外国人は5パーセントと決まっていた。その後才能があれば国籍問わず採用という方針に転換し、日本人や日系人の団員はオニール八菜（エトワール）を筆頭としてクララ・ムーセーニュ、タケル・コストなどが在籍している。藤井は「私は体幹がとっても弱いんです。（日本人ダンサーの）前例がないから、鍛えるにしてもどこをどう鍛えていいかわからなかった。あなたは日本人だからここが弱いのよ、なんて言ってくれる人もいず、欧米人の生徒と同じように先生たちは私に接していていました」と回顧し「今はアジアの血が入ってる人の弱いところがすぐにわかってあげられるので変えやすいんです（後略）」と続けた。インタビュアーも藤井の発言を受けて「日本人ダンサーにとって素晴らしい先生の誕生ですね」と同意している。

## レパートリーと評価
藤井はパリ・オペラ座バレエ団の主要なレパートリーに出演し、クラシック・バレエの諸作品からコンテンポラリーの新作に至るまで幅広い役柄を踊りこなした。彼女はもともとクラシック・バレエ作品の方を好んでいるが、アンヌ・テレサ・ドゥ・ケースマイケルの『カルテット（弦楽四重奏曲第4番）』やピナ・バウシュの『春の祭典』などに代表されるコンテンポラリー作品も踊っている。
藤井は思い入れのある作品としてケースマイケルの『カルテット（弦楽四重奏曲第4番）』を挙げている。ただし、ケースマイケルにキャスト候補として選ばれたとき、「どうかこの作品から外してください。私は『ラ・バヤデール』のほうがいいんです」と当時の芸術監督バンジャマン・ミルピエと一緒に仕事をしていたバンジャマン・ペッシュに頼み込んだ。ペッシュからは「コンテンポラリーでソリストのように踊れるのに、『ラ・バヤデール』で32人のオンブルの一人のほうがいいの？」という反応が返ってきた。結局はやむを得ずオーディションを受けることになったが、得たものは多かった。そしてこの作品を経験したことでようやく自信を持つことができ、その後クラシック・バレエの作品を踊るときにもその経験が活かされた。
『カルテット』は好評で迎えられ、藤井の踊りも称賛された。ただし藤井は「私の場合は、コンテに目覚めた！というのではなく、『カルテット』が好きだっただけです」と述べている。
キャリアの終盤で演じた『ロメオとジュリエット』の乳母役や『ラ・バヤデール』でのガムザッティの乳母役では、「踊らない役」だったため当初は意外だったという。藤井の目標は「引退の最後の日まで踊る」ということで、キャラクター・ダンサーで終わりたくないという思いもあった。
そのためはたしてキャラクター・ダンサーが自分にできるのかと驚いたが、自分の世代でこうした役柄をできそうなのは彼女くらいしかいないという考えに至った。そして実際にやってみると、面白かったためこれらの役で舞台に立つのが楽しみになった。藤井は「こうした配役で面白いのは役作りがあることです。キャラクターを舞台上で表現すること。普段のバレエだとテクニックがあってそこに緊張したりするけれど、そういうのがなく、表現することだけ。私、表現することがきっと好きなんですね、だから、そこだけに集中できるのでこれは楽しい！ってなってしまったんです。（中略）ああ、これは良い体験をさせてもらったわ、と感謝しました」と回顧している。

## 人物
藤井自身の分析によると、もともとは元気な性格でやる気もあり、引っ込み思案な部分はなく積極的な性格である。しかし単身でフランスに来てからは文化の違いに加えて言葉も通じないことから、少し内向的になっていた。しかもバレエ団では150人近くの優れたダンサーの中でただ1人のアジア人であり、誰も助けてくれないという世界であった。
その世界の中で藤井はどんどん自信を失っていき、踊りまで内向的になっていった。すでに述べたとおり、33歳のときに踊った『カルテット』の経験が彼女から自信を引き出し、その後のダンサー生活を通じてクラシック・バレエ作品を踊るときでも自信につながった。
元同僚（エトワール）のイザベル・シアラヴォラ (en) は藤井について「穏かなすごくいい女性です。彼女のポール・ド・ブラは大好き、とても美しい。彼女はいつも魂で踊っています」と高く評価している。

## 主な出演（映画・テレビ番組等）
- 『エトワール』（fr:Tout près des étoiles,2000年）[23][24][25]
- 全国牛乳普及協会『牛乳』コマーシャル、2002年[26]
- DREAMS「藤井美帆 パリ・オペラ座バレエ団」（TBS系列 / 2003年7月19日）[27]
- ユニクロ(ファーストリテイリング)『ストレッチブーツカットパンツ』春の美脚・バレリーナ 春の美脚［バレリーナ］編、2004年[26]
- Google Pixel presents ANOTHER SKY 「俳優・横浜流星が芸術の街フランス・パリへ」（日本テレビ系列 / 2022年10月28日）[27][28]